# Nengonengo
Nengonengo es un atolón del archipiélago Tuamotu, en la Polinesia Francesa, incluido en la Sociedad de Hao. Está situada a 790 km al este de Tahití.
La superficie total es de 9 km². En 2002 tenía 54 habitantes, un aeródromo privado que pertenece a Robert Wan, el principal comerciante de perlas negras de las Tuamotu.
Históricamente era conocido con el nombre de Prince William Henry, nombre que le dio Samuel Wallis en 1767.